# Sociedade Esportiva Palmeiras (calcio femminile)
Il Palmeiras Futebol Feminino, noto semplicemente come Palmeiras, è una squadra di calcio femminile brasiliana, sezione dell'omonima società polisportiva con sede a San Paolo.
Fondato nel 1997, è rimasto a lungo in attività, per rimanere poi inattivo dal 2013 al 2018 e ricostituendosi infine nel 2019, conquistando nella prima parte della sua esistenza un campionato paulista e tre Jogos Regionais di categoria, giocando le partite interne allo Stadio Nelo Bracalente di Vinhedo dalla capienza di oltre 4 000. Nel 2022 ha vinto la Coppe Libertadores.
La squadra milita sia nel campionato paulista che nella Série A, la massima divisione del campionato brasiliano.

## Palmarès

### Tornei interstatali
- Campionato paulista femminile: 1

2001

### Competizioni internazionali
- Coppa Libertadores: 1

2022

## Organico

### Rosa 2023
Rosa e ruoli come da sito ufficiale, aggiornati al 19 ottobre 2023.
| N. |                      | Ruolo | Calciatrice                 |
| -- | -------------------- | ----- | --------------------------- |
| 1  | Brasile (bandiera)   | P     | Amanda                      |
| 2  | Brasile (bandiera)   | D     | Bruna Calderan              |
| 3  | Brasile (bandiera)   | D     | Poliana                     |
| 4  | Brasile (bandiera)   | D     | Sorriso                     |
| 5  | Argentina (bandiera) | C     | Lorena Benítez              |
| 6  | Brasile (bandiera)   | C     | Katrine                     |
| 7  | Brasile (bandiera)   | C     | Duda Santos                 |
| 8  | Brasile (bandiera)   | A     | Amanda Gutierres            |
| 9  | Brasile (bandiera)   | C     | Camilinha                   |
| 10 | Brasile (bandiera)   | A     | Bia Zaneratto (co-capitano) |
| 11 | Argentina (bandiera) | A     | Yamila Rodríguez            |
| 12 | Brasile (bandiera)   | D     | Juliete                     |
| 13 | Brasile (bandiera)   | D     | Sassá                       |
| 14 | Brasile (bandiera)   | P     | Bruna Hirata                |
| 15 | Paraguay (bandiera)  | C     | Ramona Martínez             |

| N. |                     | Ruolo | Calciatrice               |
| -- | ------------------- | ----- | ------------------------- |
| 16 | Paraguay (bandiera) | C     | Rosa Miño                 |
| 17 | Brasile (bandiera)  | D     | Vitoria                   |
| 18 | Brasile (bandiera)  | C     | Sâmia Pryscila            |
| 19 | Brasile (bandiera)  | A     | Letícia Ferreira          |
| 20 | Brasile (bandiera)  | C     | Andressinha (co-capitano) |
| 21 | Brasile (bandiera)  | C     | Dudinha                   |
| 22 | Paraguay (bandiera) | P     | Alicia Bobadilla          |
| 23 | Brasile (bandiera)  | D     | Flávia Mota               |
| 24 | Brasile (bandiera)  | C     | Bárbara                   |
| 25 | Colombia (bandiera) | P     | Kate Tapia                |
| 26 | Brasile (bandiera)  | A     | Laís Estevam              |
| 27 | Brasile (bandiera)  | C     | Juliana                   |
| 28 | Cile (bandiera)     | D     | Rosario Balmaceda         |
| 99 | Brasile (bandiera)  | A     | Chú Santos                |

### Rosa 2022
Rosa e ruoli come da sito ufficiale, aggiornati al 29 ottobre 2022.
| N. |                    | Ruolo | Calciatrice    |
| -- | ------------------ | ----- | -------------- |
| 1  | Brasile (bandiera) | P     | Amanda         |
| 2  | Brasile (bandiera) | D     | Bruna Calderan |
| 5  | Brasile (bandiera) | C     | Julia Bianchi  |
| 6  | Brasile (bandiera) | C     | Katrine        |
| 7  | Brasile (bandiera) | C     | Duda Santos    |
| 8  | Brasile (bandiera) | C     | Ary Borges     |
| 9  | Brasile (bandiera) | C     | Camilinha      |
| 10 | Brasile (bandiera) | A     | Bia Zaneratto  |
| 11 | Brasile (bandiera) | A     | Chú Santos     |
| 12 | Brasile (bandiera) | A     | Byanca Brasil  |
| 14 | Brasile (bandiera) | P     | Awanny         |
| 15 | Brasile (bandiera) | D     | Carolzinha     |
| 16 | Brasile (bandiera) | D     | Manu           |

| N. |                    | Ruolo | Calciatrice     |
| -- | ------------------ | ----- | --------------- |
| 17 | Brasile (bandiera) | D     | Poliana         |
| 18 | Brasile (bandiera) | C     | Sâmia Pryscila  |
| 19 | Brasile (bandiera) | A     | Carol Rodrigues |
| 20 | Brasile (bandiera) | C     | Andressinha     |
| 21 | Brasile (bandiera) | C     | Dudinha         |
| 22 | Brasile (bandiera) | A     | Giovana         |
| 23 | Brasile (bandiera) | C     | Ana Clara       |
| 27 | Brasile (bandiera) | C     | Juliana         |
| 28 | Brasile (bandiera) | C     | Dóroty          |
| 29 | Brasile (bandiera) | A     | Patricia Sochor |
| 30 | Brasile (bandiera) | D     | Day Silva       |
| 31 | Brasile (bandiera) | D     | Evelin          |
| 42 | Brasile (bandiera) | P     | Jully           |

### Rosa 2021
Rosa e ruoli come da sito ufficiale, aggiornati al 16 novembre 2021.
| N. |                      | Ruolo | Calciatrice    |
| -- | -------------------- | ----- | -------------- |
| 14 | Brasile (bandiera)   | P     | Awanny         |
| 42 | Brasile (bandiera)   | P     | Jully          |
| 1  | Brasile (bandiera)   | P     | Taty Amaro     |
| 3  | Argentina (bandiera) | D     | Agustina       |
| 15 | Brasile (bandiera)   | D     | Carol Santos   |
| 17 | Brasile (bandiera)   | D     | Karol Arcanjo  |
| 13 | Brasile (bandiera)   | D     | Tainara        |
| 4  | Brasile (bandiera)   | D     | Thais          |
| 2  | Brasile (bandiera)   | D     | Bruna Calderan |
| 29 | Brasile (bandiera)   | D     | Evelin         |
| 25 | Brasile (bandiera)   | D     | Julinha        |
| 16 | Brasile (bandiera)   | D     | Manuela        |
| 23 | Brasile (bandiera)   | C     | Ana Clara      |
| 8  | Brasile (bandiera)   | C     | Ary Borges     |

| N. |                    | Ruolo | Calciatrice   |
| -- | ------------------ | ----- | ------------- |
| 9  | Brasile (bandiera) | C     | Camilinha     |
| 28 | Brasile (bandiera) | C     | Dóroti        |
| 7  | Brasile (bandiera) | C     | Duda Santos   |
| 5  | Brasile (bandiera) | C     | Julia Bianchi |
| 27 | Brasile (bandiera) | C     | Juliana       |
| 6  | Brasile (bandiera) | C     | Katrine       |
| 20 | Brasile (bandiera) | C     | Rafa Andrade  |
| 24 | Brasile (bandiera) | C     | Thayná        |
| 19 | Brasile (bandiera) | A     | Carol Baiana  |
| 11 | Brasile (bandiera) | A     | Chú           |
| 18 | Brasile (bandiera) | A     | Dandara       |
| 22 | Brasile (bandiera) | A     | Giovana       |
| 30 | Brasile (bandiera) | A     | Maria Alves   |
| 21 | Brasile (bandiera) | A     | Ottilia       |